# Gerrit Malleyn
Gerrit Malleyn ou Mallein, (ou avec la particule van) est un peintre néerlandais, né le 1er juillet 1753 à Dordrecht, mort le 6 février 1816 à Kralingen, près de Rotterdam. Élève d'Aert Schouman, il fut essentiellement peintre de scènes de chasses. Son style s'apparente à celui de Jurian Andriessen (1742-1819).

## Œuvres
Musées:
- Hambourg, Kunsthalle : Paysage aux chasseurs, dessin, n° d'inventaire 1963/294.
- Rotterdam, musée historique, suite de trois tableaux, peints en 1798, n° d'inventaire 11071, 11072 et 11073.

Ventes aux enchères:
- 1994, Vente chez Christie's, New York 6 octobre 1994, Une paire de paysage l'un avec des faisans, l'autre des oiseaux, datés de 1776, n° 90 & 91.
- 1999, Vente chez Sotheby's Amsterdam 9 novembre 1999, Chasseur devant une auberge, daté de 1813, n°  105.
- 1999, Vente  chez Sotheby's 27 octobre 1999, Paysage daté de 1813, n° 121.
- 2007, Vente Fortnum & Mason 26 septembre 2007, Bonhams, Londres[3]: 
  - N° 7 Des Chasseurs s'approchant d'une auberge, huile sur toile, 168 par 131, vendue 30 000 £,
  - N° 8 Des Chasseurs se reposant et se rafraîchissant, huile sur toile, signée et datée G. Malleyn 1789, 168 par 129, invendue.
  - N° 9 Le Départ d'une partie de chasse, huile sur toile, 170 par 121, invendue.